# Cheilodactylus ephippium
Cheilodactylus ephippium är en fiskart som beskrevs av Mcculloch och Waite, 1916. Cheilodactylus ephippium ingår i släktet Cheilodactylus och familjen Cheilodactylidae. Inga underarter finns listade i Catalogue of Life.